# О маленькой фее и молодом чабане
Произведение «О маленькой фее и молодом чабане» было написано Максимом Горьким в 1892 году. Издано впервые в 1895 году в «Самарской газете» с подзаголовком «Валашская сказка». Одна из песенок чабана, начинающаяся словами «В лесу над рекой жила фея…», неоднократно переиздавалась под названиями: «Легенда о Марко», «Валашская сказка», «Валашская легенда», «Фея», «Рыбак и фея». Её текст после первой публикации правился и была изменена концовка. В 1906 г. это стихотворение было включено в книгу «М. Горький. Песня о Соколе. Песня о Буревестнике. Легенда о Марко», вышедшая в серии книг, публикуемых товариществом «Знание».

## Сюжет
Автор начинает с того, что сообщает нам, что мы сейчас окунёмся в ещё одну грустную сказку. Сказку, которую рассказывают жители берегов Дуная. Историю о фее, которую автору поведали дунайские рыбаки.
Автор знакомит нас с феей Майей, младшей из четырёх дочерей царицы фей. Она была самой весёлой, красивой и смелой из всех. «Она была очень маленькая, и её головка, вся в серебряных волнистых кудрях, походила на пышно расцветшую лилию» — так описывает автор её внешность. Феи живут в лесу вместе с гномами, эльфами, а также всем лесным зверьём.
Маленькая фея запела звонкую песню, свою любимую песню и её подхватил кто-то из степи. И такой красивый звонкий голос у него: «от, кто её пел, умел петь; звонко и стройно звучал его голос и, точно поддразнивая её, вызывал на состязание». Так они и состязались, пока этот некто не ушёл. Фея рассказала все матери, которая поведала, что это был чабан — человек, который пасёт овец. Интересно ей стало про чабана больше разузнать, но мнения были противоречивы. Мать сказала так: «Он ещё молод, должно быть, вот и распелся так; когда поживёт, так разучится петь». Крот рассказал ей следующее: «Они бедны всегда, и поэтому все негодяи и разбойники. Один из чабанов раз бросил в меня своей длинной палкой и бежал за мной до той поры, покуда я не убрался в нору…» Во сне маленькая фея тоже увидела чабанов: «Они были злы и страшны и очень пугали её». Но это не помешало ей на следующий день прибежать на тоже место, где она была вчера.
Чабан уже был там и запел свои песни: одна была про фею и казака Марко, вторая про русалку и старого казака — и обе с грустным концом. И тогда фея спросила у самого чабана, отчего его песни такие грустные. Разглядели они друг друга, и чабан попросил её спрыгнуть к нему (наше фея на ветке сидела). Спрыгнула фея к нему в руки и поцеловал её чабан, да такие поцелуи сладкие показались фее, так отозвались в сердце, что не захотелось ей с ним расставаться. Но решили они завтра встретиться снова. Придя домой, фея рассказала приятные события, которые с ней произошли, но мать воскликнула, что маленькая фея себя погубила, и запретила ей выходить из леса снова.
Не послушалась Майя, песня чабана притянула её снова, и оставила фея свою прежнюю жизнь в лесу. И жили они в степи свободно и весело, любили друг друга и грели в объятиях. Только песня любви и свободы не сливалась воедино. Пришла гроза и фея поняла, что боится её и хочет в лес. Но чабан не хотел отпускать её: «мне кажется, что, коли я отнесу тебя туда, так это будет похоже на то, как бы я разрезал себя на две половинки и они разошлись в разные стороны, — одна в степь, другая — в лес, вот что!»
Но всё же упросила фея чабана отнести её в лес. А в лесу она узнала, что её мать царица-фей умерла и сёстры отказываются от неё, во всём обвиняя. И вернулась фея обратно к чабану, и жили они вместе, но жили уже не как прежде, а остывая. И вскоре наша маленькая фея умерла на опушке леса, а чабан спел по ней свою последнюю песню.

## Противопоставление степи и леса
Через всё произведение красной линией тянется противопоставление леса и степи. Лес с мощными вековыми деревьями с бархатной листвой, старый и тенистый, отражает будто бы мир покоя и мещанского уюта. Здесь живёт царица фей с дочерьми в довольстве и уюте. Они беззаботно порхают с мотыльками, внимают речам богатого и глупого крота, уверенного, что счастье — в богатстве. Степь же олицетворяет мир свободы, но бедности.
Знакомство наших героев происходит именно с противостояния степи и леса.
```
       Фея: 
```

```
       
"Хорошо на ветках бука в ясный майский день качаться и волной душистой звука песни леса упиваться..."
[
2
]
```

```
       Чабан:
```

```
       
"Хорошо в степном просторе, напоённом мягким зноем, наблюдать, как в небе-море, мчатся тучки лёгким строем!"
[
2
]
```

```
       Фея:
```

```
       
"Есть ли что-нибудь для глаза поля голого мертвей?!"
[
2
]
```

```
       Чабан:
```

```
       
"Сеть из сучьев чёрных сплёл этот старый, хмурый лес, и лазурный свод небес глаз мой в нём бы не нашёл".
[
2
]
```

Два таких разных мира пытается слить вместе любовь, но песня свободы и любви звучит не в гармонии. Майя выдвигается в степь вкусить любовь и свободу, но её убивает степная гроза, от которой нет укрытия. За спасением она возвращается в лес, но, как говорит чабан: это то же самое что разорвать себя и одну половину отправить в лес, а другую в степь. Умирая, Майя говорит чабану: «Ты снова свободен, как орёл».

## Балет
Балет по данному произведению был создан в 2014 году болгарским композитором Кирилом Ламбовым специально для Нижегородского театра оперы и балета и в 2015 году стал лауреатом VII Российского театрального фестиваля имени М. Горького. Премьера же балета в Нижегородском театре оперы и балеты состоялась 14 июня 2020 года.
«Сказка о маленькой фее и молодом чабане» стала вторым действием спектакля «История любви». Дирижёр-постановщик — Сергей Вантеев. Хореографическая постановка — балетмейстеров-постановщиков Елены Лемешевской и Галины Никифоровой. Главные партии в балете исполнят Татьяна Казанова (Фея), Андрей Орлов (Марко), Михаил Болотов (Танцмейстер).